# Descoberta da tumba de Tutancâmon

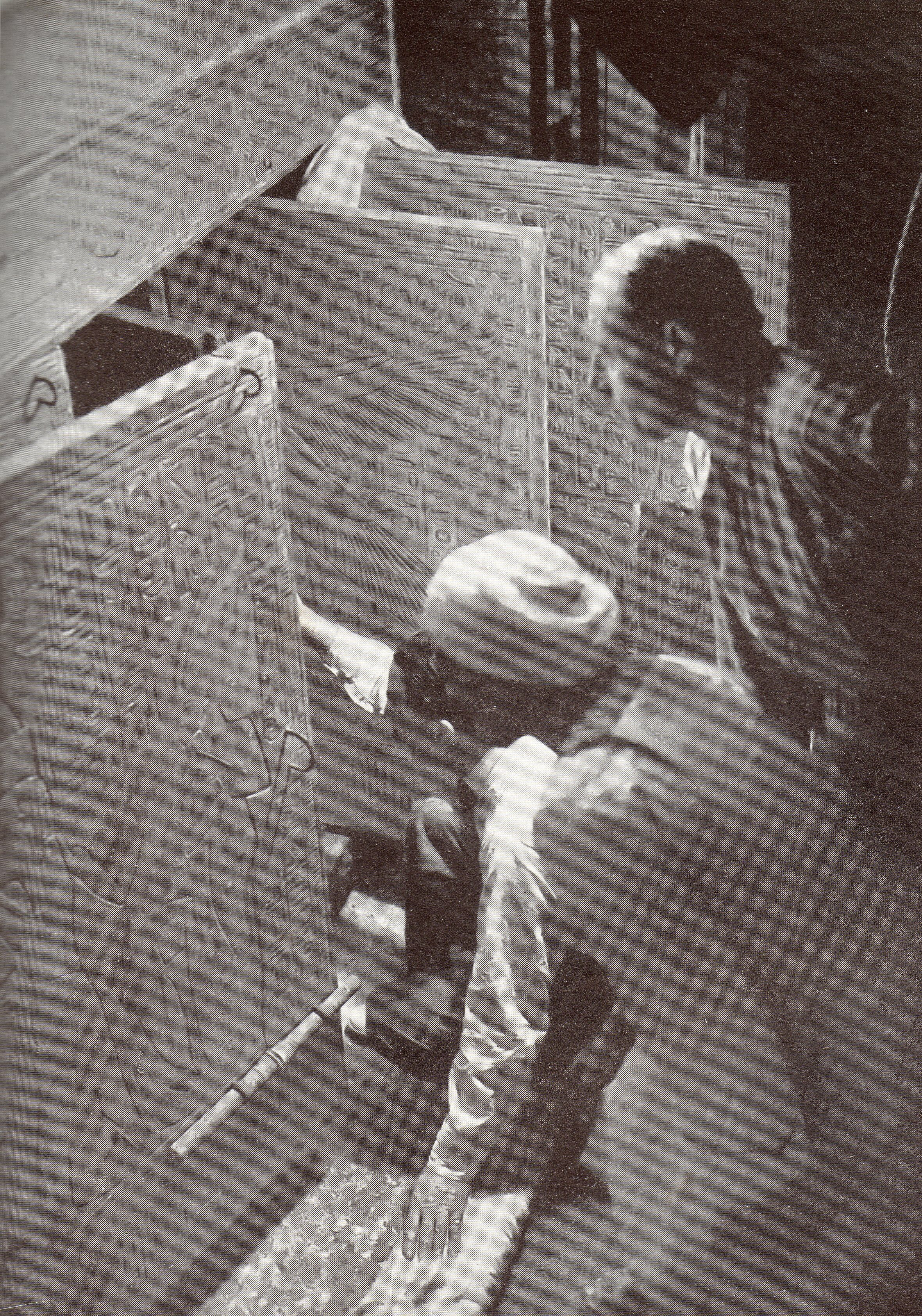
Howard Carter (agachado), Arthur Callender e um trabalhador egípcio olhando para os santuários abertos que envolviam o sarcófago de Tutancâmon em 1924

A descoberta da tumba de Tutancâmon ocorreu em novembro de 1922 no Vale dos Reis por escavadores liderados pelo egiptólogo Howard Carter, mais de 3,3 mil anos depois da morte e enterro de Tutancâmon. As tumbas da maioria dos faraós tinham sido saqueadas por ladrões de túmulos na antiguidade, porém a tumba de Tutancâmon foi escondida por entulhos durante a maior parte de sua existência e assim não foi muito saqueada. Desta forma se tornou o primeiro enterro real do Antigo Egito em sua maior parte intacto.
A tumba foi aberta a partir de 23 de novembro durante uma escavação de Carter com a presença de seu patrono, lorde George Herbert, 5.º Conde de Carnarvon. O enterro consistia em mais de cinco mil objetos, muitos dos quais estavam em estado extremamente frágil, assim conservá-los para remoção da tumba necessitou de um esforço sem precedentes. A opulência dos objetos de sepultamento inspirou um frenesi da mídia e popularizou projetos inspirados no Antigo Egito entre o público ocidental. O Egito tinha recentemente se tornado parcialmente independente do governo britânico, com a tumba se tornando um símbolo de orgulho nacional, criando atritos entre os egípcios e a equipe de escavação britânica e fortalecendo o faraonismo, uma ideologia nacionalista que enfatizava as conexões do Egito moderno com a civilização antiga. A publicidade sobre a escavação intensificou depois que Carnarvon morreu de uma infecção alguns meses depois, levando a especulações de que sua morte e outros infortúnios relacionados com a tumba vinham de uma maldição antiga.
As tensões entre Carter e o governo egípcio sobre quem controlaria o acesso à tumba cresceram depois da morte de Carnarvon. Carter parou de trabalhar em 1924 em protesto, iniciando uma disputa que durou até o final do ano. O acordo que resolveu a questão determinava que os artefatos da tumba não seriam divididos igualmente entre o governo e os patrocinadores da escavação, como era a prática até então, com a maioria dos conteúdos da tumba sendo transferidos para o Museu Egípcio no Cairo. A atenção da mídia diminuiu com o passar dos anos, exceto pela cobertura da remoção da múmia de Tutancâmon de seu sarcófago em 1925. As duas últimas câmaras da tumba foram liberadas entre 1926 e 1930, com os últimos objetos de sepultamento sendo conservados e enviados ao Cairo em 1932.
A descoberta da tumba não revelou tanto sobre a época de Tutancâmon quanto os egiptólogos esperavam, mas estabeleceu a duração do seu reinado e deu pistas sobre o fim do Período de Amarna, uma época de inovações radicais que precedeu seu reinado. Foi mais informativa sobre a cultura material da época de Tutancâmon, demonstrando como um enterro real completo era e proporcionando evidências sobre o estilo de vida de egípcios ricos e sobre o comportamento de ladrões de túmulos da antiguidade. O interesse gerado pela descoberta estimulou esforços para treinar egípcios na egiptologia. O governo tem desde então capitalizado com a fama da descoberta ao usar exibições dos artefatos encontrados na tumba para motivos diplomáticos e financeiros, com Tutancâmon se tornando um símbolo do próprio Antigo Egito.

## Antecedentes

### Enterros antigos e roubos
O faraó Tutancâmon pertencia à Décima Oitava Dinastia, no Império Novo. Ele morreu por volta de 1323 a.C. e foi sepultado no Vale dos Reis, próximo de Tebas, assim como a maioria dos governantes do Império Novo. Em vez de ser sepultado em uma tumba completa escavada nas encostas do vale, ele foi colocado em uma pequena tumba escavada no chão do vale, provavelmente uma tumba particular modificada para acomodar as grandes quantidades de objetos que acompanhavam um sepultamento real.
A tumba foi roubada duas vezes após sua construção. Oficiais a restauraram e a selaram novamente, preenchendo a passagem de entrada com lascas de calcário para dissuadir mais invasões. A tumba foi coberta de entulho da construção da tumba KV9 durante os reinados de Ramsés V e Ramsés VI, dois séculos depois. A tumba de Tutancâmon desta forma ficou escondida das ondas posteriores de roubos, consequentemente mantendo a maioria dos seus artefatos, diferente das outras tumbas no vale.

### Exploração do Vale dos Reis

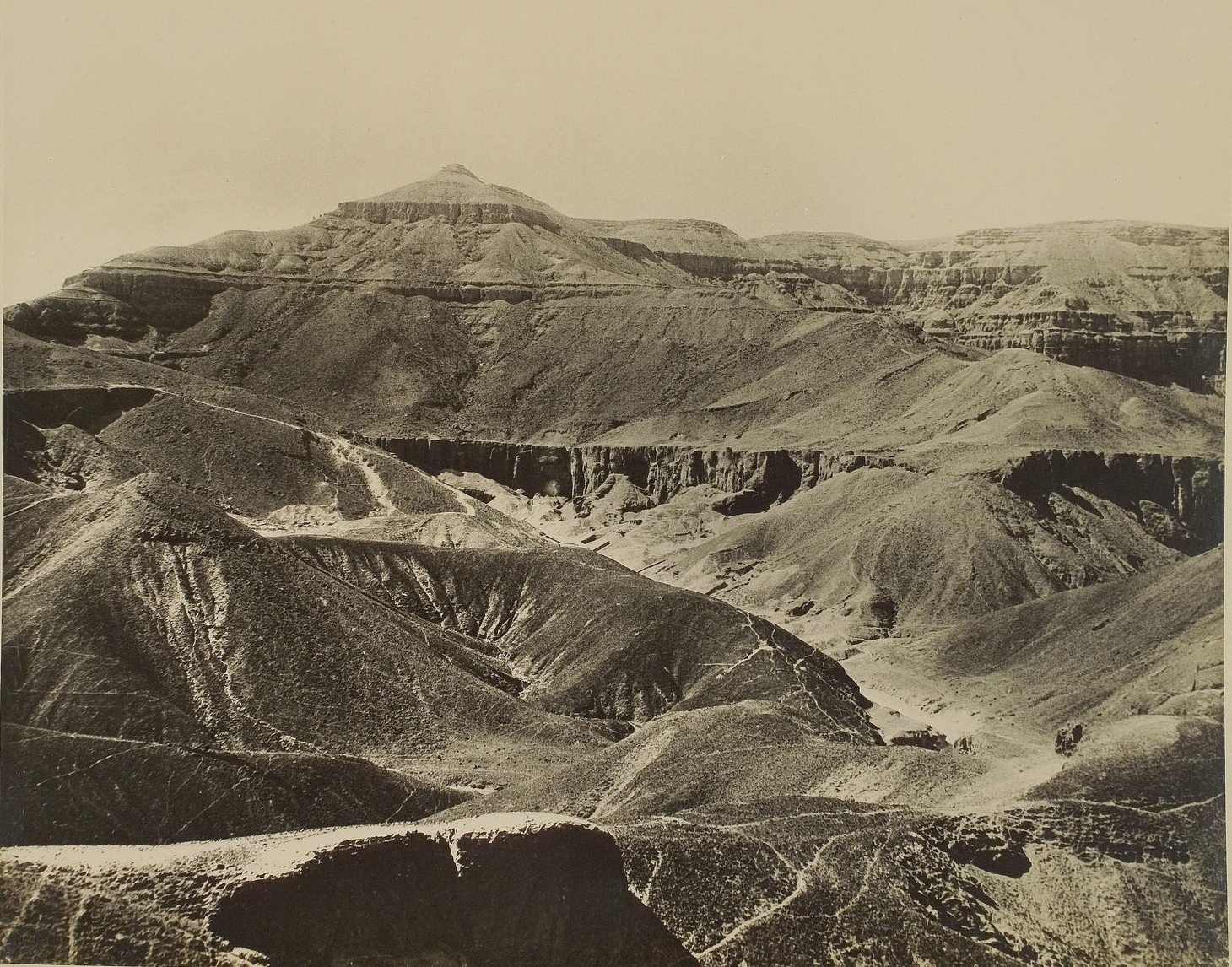
O Vale dos Reis em 1922

O Egito era na prática uma colônia do Reino Unido no início do século XX, oficialmente governado pelos monarcas da Dinastia de Maomé Ali, mas na realidade administrado pelo cônsul geral britânico, que supervisionava um governo composto de egípcios mas dominado por britânicos. A egiptologia, o estudo do Antigo Egito, era supervisionada pelo Serviço de Antiguidades, um departamento do governo egípcio. Novas escavações de sítios antigos eram muito dependentes de um sistema conhecido como "partida" ou "divisão de descobertas": museus ou colecionares particulares financiariam uma escavação egiptológica em troca de uma parte dos artefatos, normalmente metade, com o restante ficando com o Serviço de Antiguidades e seu museu, o Museu Egípcio no Cairo.
Muitas das tumbas no Vale dos Reis estavam abertas desde os tempos antigos. Dezenas de outras, cujas entradas tinham sido deliberadamente enterradas por seus construtores ou escondidas pelo entulho de enchentes relâmpago com o passar dos milênios, foram descobertas no decorrer do século XIX. Múmias reais e artefatos funerários individuais foram descobertos em algumas dessas tumbas, mas nada próximo de um conjunto completo de equipamentos funerários reais jamais havia sido encontrado.
Um período de descobertas em sequência no vale começou depois de Howard Carter se tornar em 1900 inspetor do Serviço de Antiguidades para o Alto Egito. Carter tinha chegado ao Egito como artista, ajudando no registro das artes das tumbas, sendo então treinado como um arqueólogo. Como inspetor, restaurou e protegeu as tumbas abertas no vale e tentou escavar à procura de tumbas ainda não descobertas. Na procura por um patrono a fim de financiar esses esforços ele encontrou Theodore M. Davis, um estadunidense rico que visitava o Egito regularmente. Carter fez várias pequenas descobertas com o apoio de Davis e liberou três tumbas previamente inexploradas. O Serviço de Antiguidades transferiu Carter para o Baixo Egito em 1904 e Davis manteve a concessão para escavar o vale por mais dez anos, com seus esforços sendo realizados por uma série de cinco arqueólogos. Ele pressionou para que essas escavações prosseguissem rapidamente, desta forma quase dobrando o número de tumbas conhecidas no vale, mas suas descobertas eram frequentemente descuidadas e documentadas inadequadamente. Por exemplo, sua escavação da KV55, uma tumba de um membro da família real da época de Tutancâmon, foi feita tão porcamente que a identidade de seu ocupante é incerta desde então.
Pouco se sabia sobre Tutancâmon na época, porém era conhecido que ele tinha restaurado práticas tradicionais na monarquia depois de um breve período de inovações radicais conhecido como Período de Amarna. Desta forma era provável que ele tivesse sido enterrado no Vale dos Reis, o tradicional local para sepultamentos reais antes e depois do Período de Amarna. Davis nunca achou a tumba de Tutancâmon, presumindo que nenhuma tumba teria sido escavada no chão do vale, mas encontrou indícios de que o faraó tinha sido enterrado no local. Um desses indícios era um fosso descoberto em 1907, designado como KV54, que continha alguns objetos com o nome de Tutancâmon. Acredita-se agora que esses objetos tenham sido itens de sepultamento que foram originalmente guardados no corredor de entrada da tumba de Tutancâmon, depois removidos e reenterrados na KV54 quando restauradores preencheram o corredor, ou possivelmente objetos relacionados ao próprio funeral do faraó. Outra tumba sem inscrições encontrada em 1909, chamada de KV58, continha peças de um arnês de carruagem com o nome de Tutancâmon e de seu sucessor Aí. Davis concluiu que a KV58 era tudo que restava do sepultamento de Tutancâmon, o que significaria que praticamente todas as tumbas de faraós que esperava-se que existiam no vale tinham sido encontradas. Os últimos anos de trabalho de Davis no vale quase não produziram descobertas, com ele escrevendo em 1912 que "Temo que o Vale das Tumbas está agora esgotado".

### Limpeza do vale

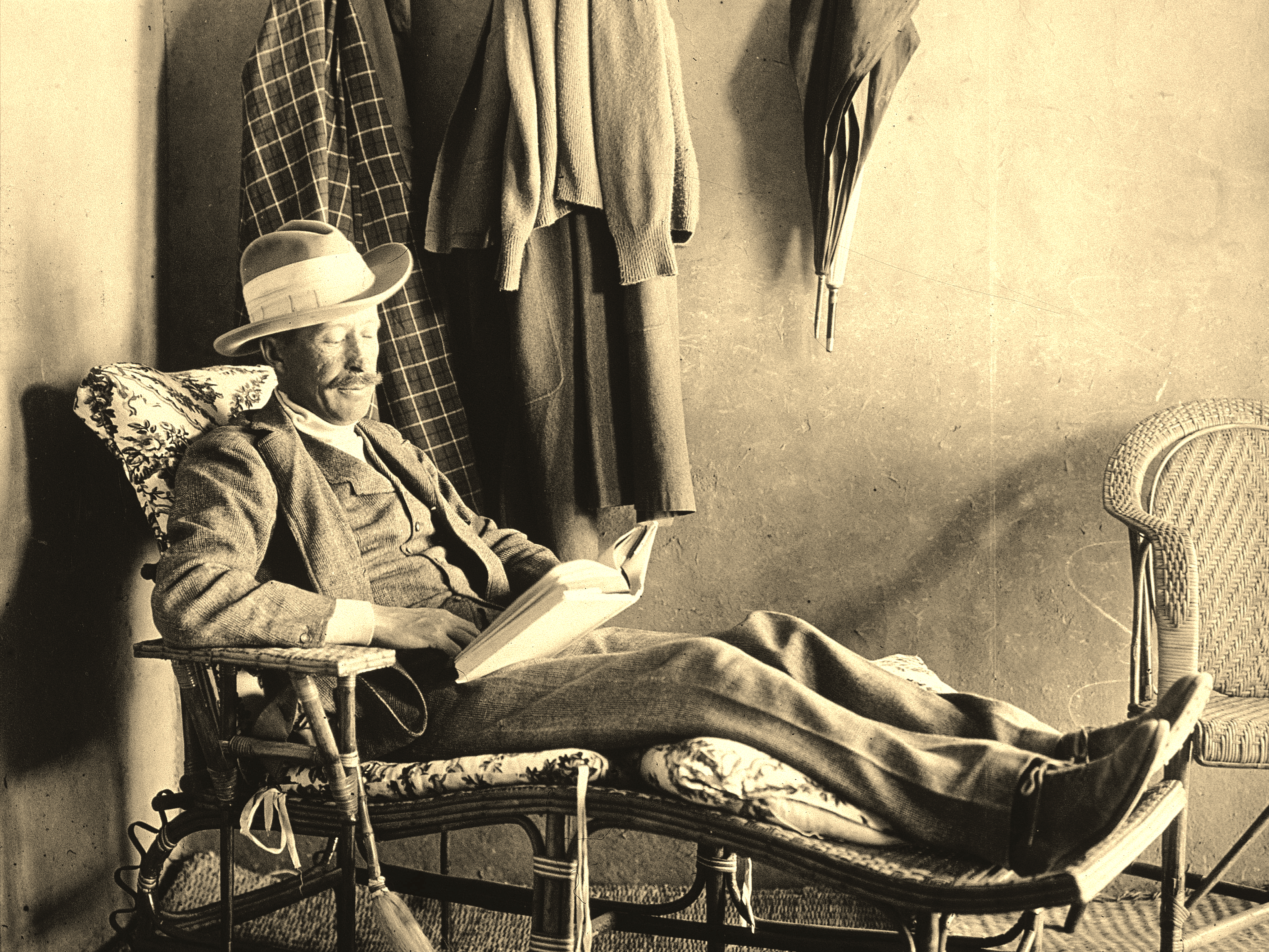
Carnarvon na casa de Carter no Egito em 1922

Carter deixou o Serviço de Antiguidades em 1905 depois de um grupo de turistas franceses ter entrado à força em um sítio arqueológico fechado em Sacará e ele ter ordenado que os guardas egípcios os expulsassem. O uso de força por egípcios contra europeus criou um escândalo que o fez se demitir. Depois disso trabalhou como escavador para lorde George Herbert, 5.º Conde de Carnarvon, um colecionador de antiguidades egípcias. Carnarvon comprou em 1914 a concessão para o Vale dos Reis depois de Davis ter aberto mão dela. A Primeira Guerra Mundial dificultou trabalhos de campo, mas Carter começou em 1917 a limpar o vale até a base rochosa. Isto exigia vasculhar os montes de entulho produzidos por décadas de escavações anteriores, além do alúvio natural do vale. Carter e Carnarvon não afirmaram na época que estavam procurando pela tumba de Tutancâmon, mas existia motivos para que os dois acreditassem que ela ainda não tinha sido encontrada. Os objetos da KV54 e KV58 indicavam que o faraó tinha sido enterrado em algum lugar do vale, mas era improvável que restos tão escassos fossem um enterro real.
A situação política do Egito mudou dramaticamente durante esse período. A Revolução Egípcia de 1919 convenceu as autoridades britânicas que a situação atual era insustentável, assim eles emitiram em fevereiro de 1922 a Declaração Unilateral de Independência do Egito. Isto ainda assim deixou o Reino Unido com influência considerável sobre o governo, especialmente em questões militares e diplomáticas. A política de antiguidades foi passada aos egípcios. O Serviço de Antiguidades manteve seu diretor, Pierre Lacau, mas ele passou a responder a um ministro egípcio.
A temporada de escavações e turismo no Egito durava de novembro até abril, desta forma evitando o período mais quente no país. Apenas uma seção do Vale dos Reis permanecia coberta de entulho em meados de 1922, época em que Carter e Carnarvon estavam com as escavações pausadas entre uma temporada e outra. Essa área restante era difícil de liberar porque incluía os restos de barracas de trabalhadores da antiguidade e também ficava próxima da entrada da KV9, que atraia a visitação de um número alto de turistas. Carnarvon discutiu abandonar escavações no vale já que pouco tinham encontrado até então, mas Carter se ofereceu para cobrir as despesas da última seção que faltava. Carnarvon ficou impressionado pela dedicação do arqueólogo e concordou em financiar o trabalho por mais uma temporada.

## Descoberta e liberação

### Primeira temporada

#### Descoberta

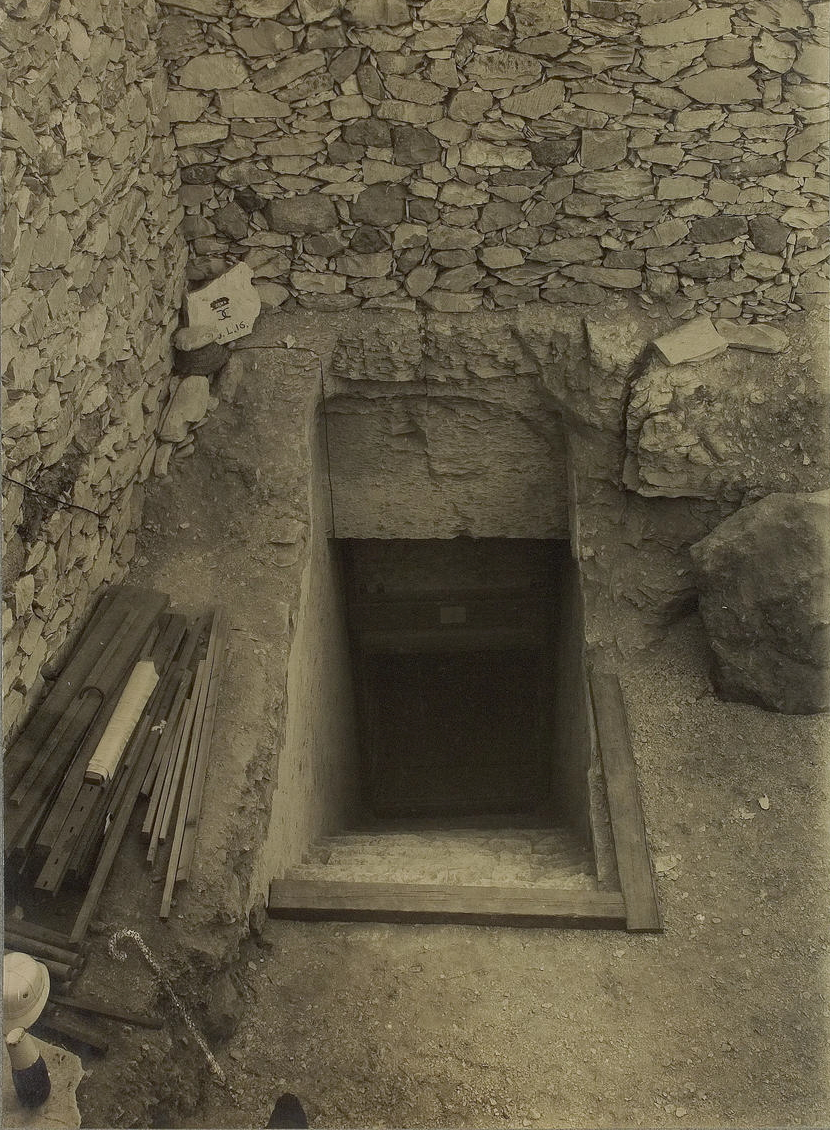
A escadaria de entrada para a tumba de Tutancâmon

Carter e sua força de trabalho egípcia começaram as escavações em 1º de novembro de 1922, mais cedo na temporada do que o usual com o objetivo de minimizar as interrupções para os turistas. Um trabalhador descobriu um degrau na rocha no dia 4. Segundo o relato publicado por Carter, o trabalhador descobriu o degrau enquanto escavava embaixo dos restos dos barracos, já outros relatos atribuem a descoberta a um menino que estava escavando fora da área designada. O degrau mostrou-se ser o início da escadaria de entrada de uma tumba. Ao final ficava uma soleira selada com calcário e gesso, na qual Carter perfurou um pequeno buraco para ver que a passagem além estava cheia de entulhos. Carter enviou um telegrama a Carnarvon na Inglaterra e fez com que todos os trabalhadores preenchessem de novo o fosso a fim de assegurarem a tumba até a chegada de Carnarvon. Enquanto esperava, Carter pediu que seu amigo e colega Arthur Callender o ajudasse na escavação.
A escavação foi retomada no dia 23 depois de Carnarvon ter chegado em Luxor junto com sua filha, Evelyn Herbert. O selo presente na soleira foi então examinado mais de perto e foi descoberto que ele estava inscrito com o nome de Tutancâmon, sugerindo que esta era sua tumba. Os entulhos que preenchiam a passagem continham objetos com os nomes de outros faraós, sugerindo que talvez tivesse sido um esconderijo de objetos diversos enterrados durante seu reinado. A soleira tinha sido parcialmente demolida antes de ser selada outra vez, indicando um roubo na antiguidade. Escavadores alcançaram uma segunda soleira selada em 26 de novembro. O livro de Carter sobre a descoberta, coescrito junto com seu colega Arthur Cruttenden Mace, descreve a quebra do selo em uma das passagens mais famosas da história da arqueologia:
| “ | Com as mãos trêmulas, fiz uma pequena brecha no canto superior esquerdo. A escuridão e o espaço vazio, até onde uma vareta de ferro pudesse alcançar, mostravam que tudo o que havia além estava vazio e não preenchido como a passagem que tínhamos acabado de liberar. Testes de velas foram aplicados como precaução contra possíveis gases contaminantes e então, alargando um pouco o buraco, inseri a vela e espiei, lorde Carnarvon, senhorita Evelyn e Callender parados ansiosamente ao meu lado para ouvirem o veredito. A princípio não consegui ver nada, o ar quente escapando da câmara fez com que a chama da vela tremeluzisse, mas logo, à medida que meus olhos se acostumaram à luz, detalhes da sala interna emergiram lentamente da névoa, animais estranhos, estátuas e ouro – em todos os lugares o brilho do ouro. | ” |

Carnarvon perguntou se algo podia ser visto. Os relatos diferem sobre a resposta, mas na versão mais conhecida, Carter respondeu: "Sim, coisas maravilhosas".

#### Início da liberação

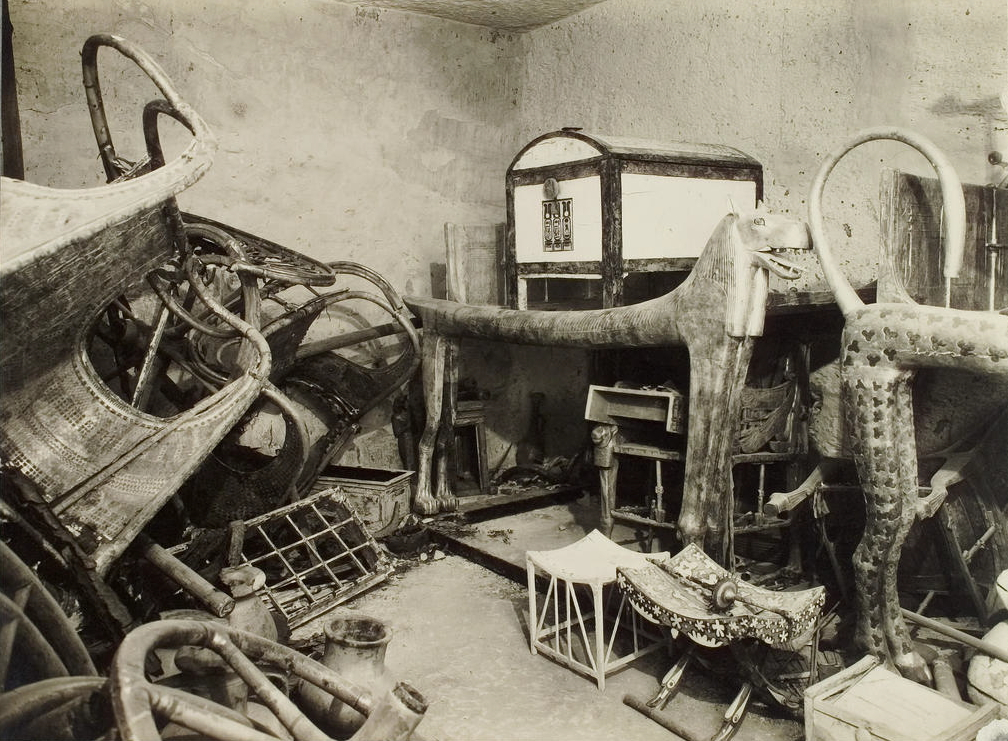
Canto sudoeste da antecâmara, com carruagens desmontadas na esquerda e mobílias na direita. A entrada para o anexo esta embaixo da cama funerária.

As mobílias e estátuas folheadas a ouro que Carter enxergou na primeira vez que olhou para dentro da tumba ficavam em uma sala que ficou conhecida como antecâmara. Apenas esta sala continua mais objetos funerários do que os escavadores tinham esperanças de encontrar. Alguns eram tipos de objetos que eram familiares de descobertas anteriores, alguns eram exemplares excepcionalmente elaborados de seu tipo, enquanto outros eram totalmente inesperados. Da antecâmara haviam duas soleiras que tinham sido bloqueadas com gesso e então derrubadas por ladrões antigos. Uma foi deixada aberta, revelando que a câmara além, chamada de anexo, estava cheia de uma confusão caótica de objetos. A outra tinha sido selada novamente nos tempos antigos. Muitos dos objetos tinham o nome de Tutancâmon, tirando quaisquer dúvidas de que este era seu sepultamento original.
Os escavadores quebraram o gesso da soleira bloqueada alguns dias depois de terem entrado na antecâmara. Carter, Carnarvon e Evelyn Herbert se espremeram pelo buraco para encontrarem a câmara mortuária da tumba, que estava preenchida em sua maior parte por um conjunto de santuários folheados a ouro que cercavam o sarcófago de Tutancâmon. Ladrões não foram além do santuário mais externo. Carter particularmente queria ter certeza desse fato, pois em 1900 tinha aberto o que achava ser uma tumba real intacta, a Bab el-Hosan, na frente de convidados distintos apenas para descobrir que estava quase toda vazia.
Os escavadores selaram o buraco novamente com gesso, porém o fato de terem passado pela soleira se tornou algo próximo a um segredo aberto dentro da comunidade egiptológica. Egiptólogos posteriores tiveram opiniões diferentes sobre as ações dos escavadores. T. G. H. James, biógrafo de Carter, argumentou que a entrada na câmara mortuária antes do local ter sido inspecionado por oficiais do Serviço de Antiguidades não violava os termos da concessão de Carnarvon ou os padrões de comportamento apresentados por arqueólogos na década de 1920. Por outro lado, Joyce Tyldesley argumentou que isso foi contra os termos da concessão e salientou que a quebra necessitou mover alguns artefatos que estavam em frente da soleira, significando que suas posições originais não puderam ser registradas.

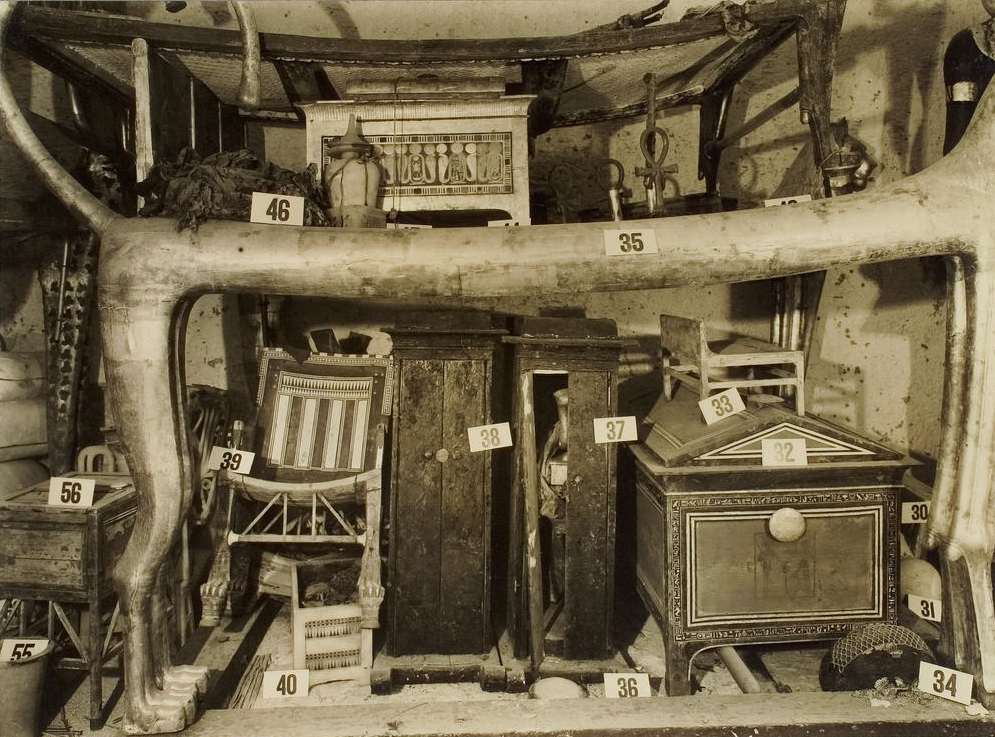
Objetos empilhados no canto oeste da antecâmara, com cada objeto identificado com um número de referência

Liberar a tumba de seus artefatos necessitaria de um esforço sem precedentes. Umidade de enchentes relâmpago no vale tinha periodicamente infiltrado dentro da tumba pelo passar dos séculos. Consequentemente, períodos alternados de umidade e secura tinham empenado madeiras, dissolvido colas e feito couro e tecidos apodrecerem. Cada superfície exposta estava coberta com uma película rosa não identificada. Carter depois estimou que apenas um décimo de todos os artefatos mortuários encontrados dentro da tumba teriam sobrevivido o transporte para o Cairo sem os enormes esforços de restauração. Ele precisava de ajuda e assim entrou em contato com Albert Lythgoe, chefe da Expedição Egípcia do Museu Metropolitano de Arte de Nova Iorque, que estava trabalhando por perto, com o objetivo de poder pegar algum de seu pessoal emprestado. Lythgoe enviou Mace, um especialista em conservação; Harry Burton, considerado o melhor fotógrafo arqueológico no Egito; o arquiteto Walter Hauser e o artista Lindsley Hall, que fez desenhos em escala da antecâmara e seus conteúdos. Outros especialistas voluntariaram seus serviços: Alfred Lucas, um químico do Serviço de Antiguidades cuja perícia foi de grande ajuda nos esforços de conservação; James Henry Breasted e Alan Gardiner, dois dos principais acadêmicos de língua egípcia da época, para traduzirem quaisquer textos que pudessem ser encontrados; Percy Newberry, um especialista em espécimes botânicos, e sua esposa Essie Newberry, que ajudou a conservar tecidos. Eles usaram a entrada da KV15, a tumba de Seti II, como armazém e laboratório de conservação; a KV55 como sala escura de fotografias e a KV4, a tumba de Ramsés XI, como refeitório. Os capatazes egípcios Ahmed Gerigar, Gad Hassan, Hussein Abu Awad e Hussein Ahmed Said também trabalharam na tumba, além de vários carregadores egípcios, cujos nomes não foram registrados, que transportaram objetos da tumba de Tutancâmon para a KV15 a fim de serem tratados.
Escavadores começaram a liberar a antecâmara em 16 de dezembro, começando com os objetos menores ao norte da entrada e movendo-se em sentido anti-horário pela sala. Objetos foram identificados com números de referência e fotografados in situ antes de serem movidos. Carter falou que as pilhas de mobílias e outros objetos na antecâmara "Estavam tão lotados que era extremamente difícil mover um sem correr sério risco de danificar outros, enquanto em alguns casos eles estavam tão inextricavelmente emaranhados que uma elaborada série de suportes teve que ser concebida para manter um objeto ou grupo de objetos no lugar enquanto outro era removido". Os conteúdos desorganizados de caixas precisavam ser avaliados e classificados e em alguns casos pedaços de um único objeto, como um elaborado espartilho incrustado, estavam espalhados pela câmara e precisaram ser procurados antes de serem remontados. Os objetos foram limpos ao serem tirados da tumba e, se necessário, tratados com conservantes como uma solução de celuloide ou cera de parafina. Os itens com maior necessidade de conservação foram tratados no local, mas a maioria foram levados para a KV15.

#### Tutmania

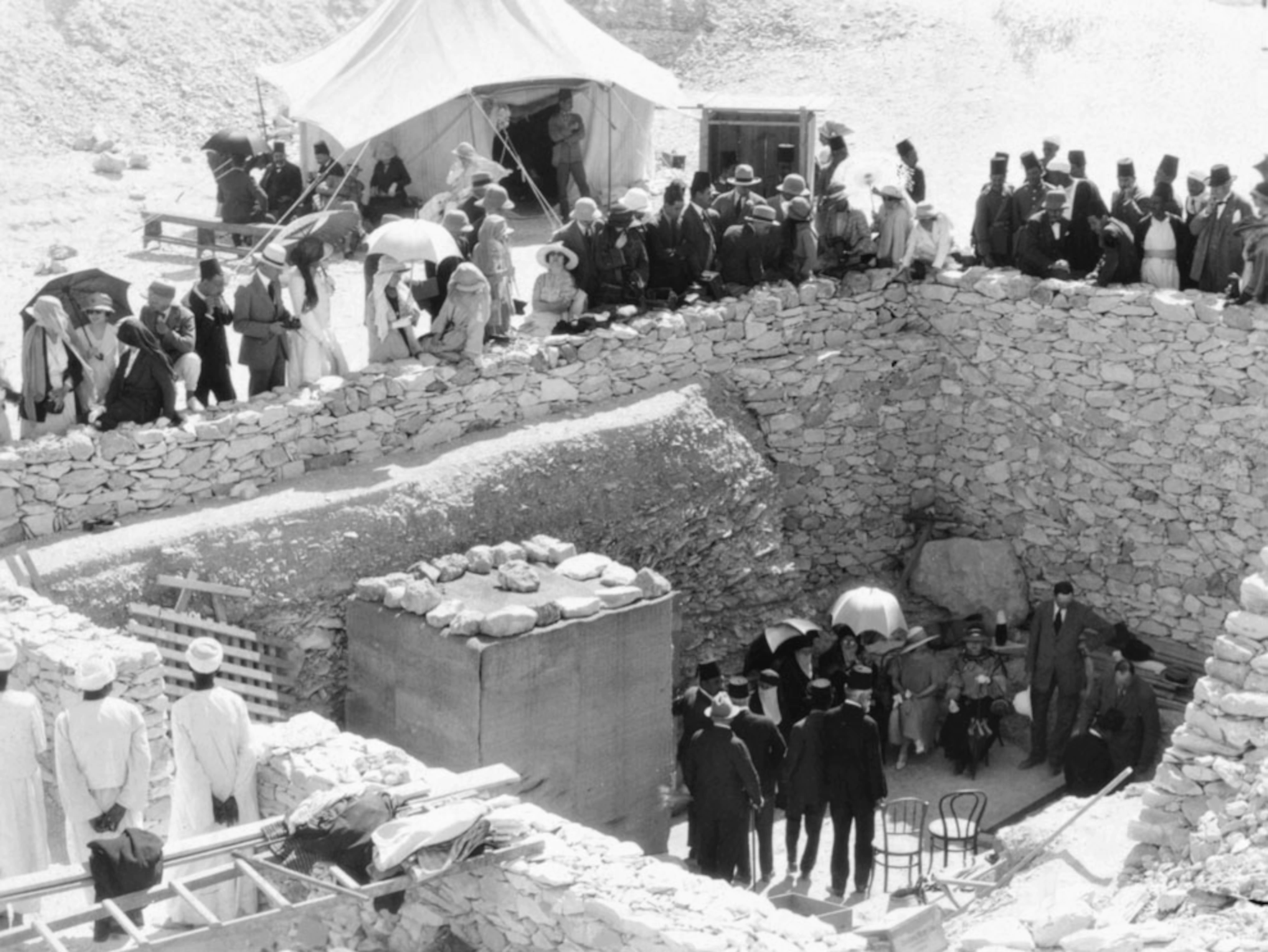
Turistas na entrada da tumba de Tutancâmon em fevereiro de 1923

A descoberta da tumba inspirou uma mania pública que ficou conhecida como "tutmania", um exemplo específico do fenômeno de longa data da egitomania ocidental. Charles Breasted, filho do egiptólogo James Henry Breasted, escreveu décadas depois que a notícia da descoberta da tumba "irrompeu em um mundo farto de conferências pós-Primeira Guerra Mundial, sem nada provado e nada alcançado, depois de um verão jornalisticamente tão monótono que a reportagem de um fazendeiro inglês sobre uma groselha do tamanho de uma maçã silvestre chegou às principais páginas de notícias dos diários metropolitanos de Londres". O frenesi midiático resultante foi sem precedentes na história da egiptologia. Carter e Carnarvon se tornaram famosos internacionalmente, enquanto Tutancâmon, até então um completo desconhecido do público, tornou-se um nome tão familiar que recebeu o apelido de "Rei Tut".
Turistas em Luxor abandonaram seus itinerários normais e correram para a tumba, se amontoando ao redor da parede que cercava o fosso onde a entrada da tumba ficava. Houve momentos que os escavadores temeram que a parede fosse cair do peso das pessoas se apoiando nela. Os escavadores, quando possível, deixavam objetos descobertos quando os carregavam para fora da tumba com o objetivo de satisfazer os turistas. Pessoas exigiam entrar na tumba, muitas das quais eram muito bem posicionadas ou conectadas para serem recusadas, o que criava grandes dificuldades. Cada visita de alguém que não era arqueólogo aumentava os riscos de danos aos itens mortuários e atrapalhava o cronograma dos escavadores, com Carter e Mace estimando que um quarto do trabalho durante a primeira temporada foi dedicado a acomodar esses visitantes.
O fenômeno se estendeu para muito além da própria tumba. Hóspedes no Winter Palace Hotel em Luxor dançaram ao som do "Tutankhamun Rag", já nos Estados Unidos a descoberta inspirou uma enxurrada de filmes temáticos sobre o Egito e uma canção de ainda maior sucesso, "Old King Tut". O interesse em egiptologia e vendas de livros sobre o Antigo Egito cresceram enormemente, com vários egiptólogos conceituados publicando livros sobre Tutancâmon a fim de capitalizar a tendência.

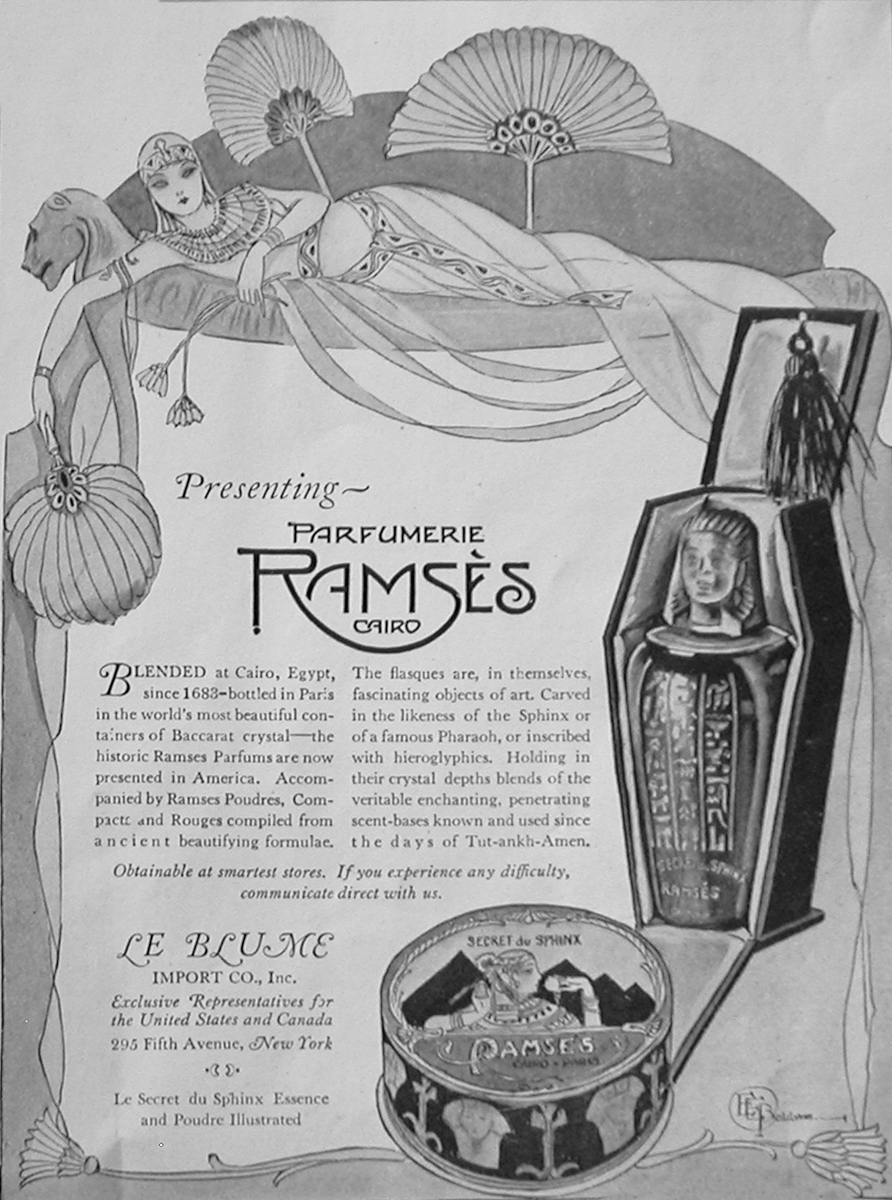
Propaganda na revista Vogue de junho de 1923 para o Perfume Ramsés, destacando "bases aromáticas conhecidas e utilizadas desde os tempos de Tutancâmon"

A opulência os objetos mortuários de Tutancâmon capturaram a atenção pública. Réplicas começaram a aparecer já em 1924, quando uma reprodução da tumba foi colocada na Exposição do Império Britânico, porém boa parte do conteúdo não pode ser incluída pois ainda não tinha sido vista nem mesmo pelos escavadores. O público na Europa e Estados Unidos compararam os objetos de uso diário na tumba com itens comuns em residências modernas, enquanto fabricantes de vestuário, joias, mobílias e decorações se apressaram para criarem desenhos inspirados na arte egípcia. Alguns foram baseados em artefatos reais da tumba, outros simplesmente adotaram nomes e temáticas egípcias. Artes decorativas do renascimento egípcio já existiam desde o início do século XIX, mas tinham sido destinados principalmente a ricos conhecedores de arte. Os produtos da tutmania foram produzidos em massa para um público alvo amplo.
Egípcios no século XIX tinham pouco interesse na civilização egípcia antiga. Esta atitude mudou no início do século XX, principalmente por causa de Ahmed Kamal, um dos primeiros egiptólogos egípcios, que aumentou a consciência pública sobre a história egípcia antiga. Nacionalistas, nos anos antes da Primeira Guerra Mundial, começaram a tratar o Antigo Egito como uma fonte de identidade nacional, uma que unia muçulmanos e coptas e enfatizava que o país tinha antes sido poderoso e independente. Esta ideologia, conhecida como faraonismo, já estava bem estabelecida na época da revolução de 1919. A mania ocidental pelo Antigo Egito inspirou muitos egípcios modernos a o adotarem como uma fonte de orgulho nacional, com Tutancâmon especialmente se tornando um símbolo nacional assim que a tutmania surgiu. Imagens antigas tornaram-se onipresentes na mídia impressa egípcia após a descoberta, com o Antigo Egito se tornando um assunto comum em peças e livros egípcios. Grandes figuras literárias, como o poeta Ahmed Shawqi, passaram a focar em temas faraonistas. O primeiro filme egípcio, produzido em 1923, era chamado In the Country of Tut-Ankh-Amun.
Carnarvon abraçou a publicidade, esperando cobrir parte dos custos da escavação ao licenciar direitos para a mídia. Ele assinou em 9 de janeiro de 1923 um contrato com o jornal The Times, concedendo ao repórter Arthur Merton acesso exclusivo da imprensa à tumba. Outras escavações egiptológicas tinham feito acordos semelhantes com jornais no passado, mas a natureza única da tumba de Tutancâmon fez deste acordo uma grande fonte de conflito com os outros meios de comunicação. Uma coalizão de outros jornais criticou o monopólio do The Times sobre informações oficiais da escavação, com sua cobertura sobre Carnarvon ficando cada vez mais negativa. Jornais egípcios juntaram-se à imprensa internacional para condenar o monopólio, que eles enxergavam como um sinal da contínua dominação estrangeira. Ao mesmo tempo, autores faraonistas expressaram temores de que a tumba seria sujeita a uma divisão de descobertas, enviando boa parte dos objetos mortuários para fora do país. Um editorial no jornal Al-Ahram escrito pelo jornalista Fikri Abaza declarou que "Lorde Carnarvon está explorando os restos mortais de nossos antigos pais diante de nossos olhos, e ele não dá aos netos qualquer informação sobre seus antepassados".

#### Morte de Carnarvon e maldição

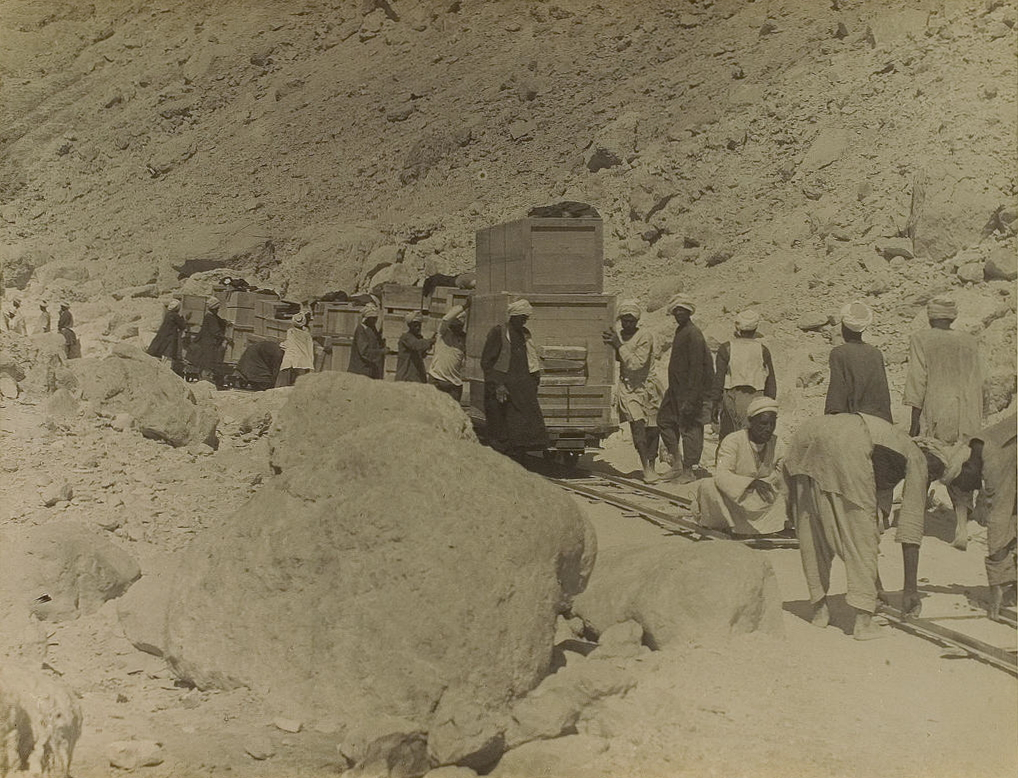
Trabalhadores levando objetos para o Cairo por meio de uma ferrovia

Os escavadores liberaram quase toda a antecâmara até meados de fevereiro, com Carter e Carnarvon formalmente abrindo a câmara mortuária na presença de oficiais do governo egípcio no dia 16. Na extremidade leste da câmara mortuária estava uma soleira aberta que levava a uma quarta câmara, que foi chamada de tesouraria. Esta continha um baú canópico que abrigava os vários órgãos embalsamados de Tutancâmon. Carter fez com que a entrada para essa câmara fosse fechada com tábuas de madeira para que não fosse uma distração durante a iminente liberação da câmara mortuária. A tesouraria só foi ser reaberta em 1927.
A tumba ficou aberta por um breve período para visitação do público e da imprensa, sendo então fechada pela temporada em 26 de fevereiro. Uma grande força de trabalho temporária foi recrutada para reenterrar a entrada da tumba a fim de impedir qualquer intrusão, com isto sendo repetido em todas as temporadas seguintes, enquanto objetos que tinham sido conservados foram empacotados para que fossem empurrados a mão por uma ferrovia Decauville. O comprimento limitado disponível da ferrovia precisou ser desfeito e refeito constantemente para cobrir a distância até o rio Nilo, de onde os artefatos foram enviados ao Cairo.
Pouco depois, Carnarvon acidentalmente cortou uma picada de mosquito na bochecha enquanto se barbeava. A ferida infeccionou e ele morreu em 5 de abril. Ele sofria de saúde fraca há vinte anos, porém sua morte logo atraiu especulações de que ele tinha sofrido de algo além de uma infecção.
Obras de ficção em que espíritos egípcios ou múmias reanimadas partiam atrás de vingança contra aqueles que violassem suas tumbas começaram a aparecer no final do século XIX. Este elemento narrativo ficcional ficou conhecido como "maldição da múmia" ou "maldição do faraó". As histórias reais de Walter Ingram, que morreu em 1888 depois de comprar uma múmia egípcia, e de uma tampa de caixão conhecida como "Múmia Azarada", que supostamente causava uma série de infortúnios aos seus diversos donos, cementaram na imaginação pública a ideia de uma maldição antiga. Esse conceito preexistente foi aplicado para a morte de Carnarvon.

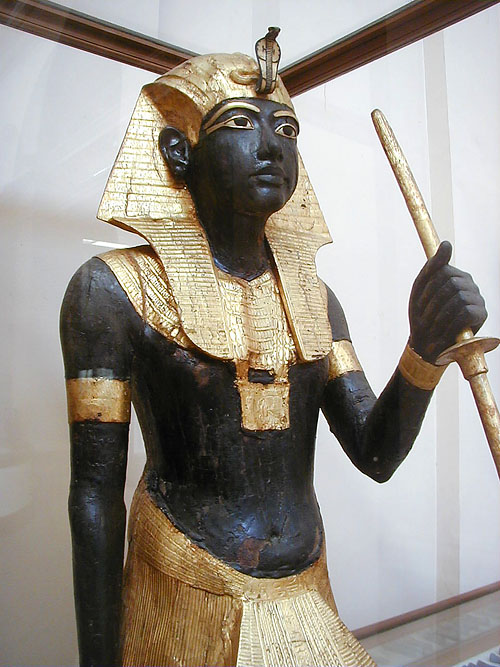
Estátua de Tutancâmon que estava na antecâmara, com um ureu no seu toucado

Várias pessoas, como a escritora Marie Corelli e um astrólogo conhecido como Cheiro, afirmaram terem avisado Carnarvon antes de sua morte que ele corria um perigo mortal. Arthur Weigall, um ex-egiptólogo e na época um correspondente para o jornal Daily Mail sobre a descoberta, disse ter observado Carnarvon brincando ao entrar na tumba e comentou "Se ele entrar naquele espírito, eu lhe dou seis semanas de vida!". Tais relatos, assim como as lembranças do antropólogo Henry Field, afirmavam que textos antigos desejando morte para quem violasse a tumba estavam inscritos na soleira de entrada ou em objetos dentro. Maldição alguma foi documentada na tumba de Tutancâmon, e apesar de algumas tumbas egípcias conterem tais maldições, a maioria vem de tumbas não reais de séculos antes de Tutancâmon.
Quaisquer mortes ou eventos incomuns relacionados com a tumba foram tratados como possíveis resultados da maldição. Henry Herbert, 6.º Conde de Carnarvon, o filho e herdeiro de Carnarvon, disse que houve uma queda de energia no Cairo no momento da morte de seu pai, enquanto na Inglaterra o cachorro do pai deu um uivo e também morreu. Outra história, contada por Carter e outros envolvidos na escavação, envolvia o canário que Carter tinha trazido no início da temporada de escavação. Os trabalhadores egípcios inicialmente consideraram o pássaro um sinal de boa fortuna, chamando a tumba de "tumba do pássaro" quando ela foi descoberta. Uma cobra entrou na casa de Carter e comeu o canário, com os egípcios considerando isso um mau presságio, relacionando a cobra com o ureu, um emblema de proteção no formato de cobra, que adornava a testa de Tutancâmon em suas estátuas. O investidor George Jay Gould visitou a tumba e morreu em maio, com sua morte sendo atribuída à maldição, assim como aquela em setembro de Aubrey Herbert, meio-irmão de Carnarvon. Outras adições para a lista de supostas mortes pela maldição incluíam aquelas de Mace em 1928, o secretário de Carnarvon Richard Bethell em 1929 e Weigall em 1934. A maioria dos egiptólogos rejeitou essas afirmações. Vários autores, como Philipp Vandenberg, sugeriram nas décadas seguintes que existiam explicações naturais para essas mortes, como venenos presentes dentro da tumba, mas um estudo publicado no BMJ em 2002 não encontrou significativas diferenças de mortalidade entre aqueles que tinham e não tinham entrado na tumba.
Escritos egípcios adaptaram a maldição para seus propósitos. O Al-Ahram publicou histórias bem-humoradas em que Tutancâmon despertava para comentar as políticas do dia. Trabalhos de ficção mais sérios mostravam múmias confrontando ocidentais que perturbavam suas tumbas, porém de maneira mais benigna do que as histórias ocidentais. Essas representavam múmias não como objetos de terror, mas como ancestrais nacionais que buscavam corrigir o tratamento e herança do Egito de potências estrangeiras.

### Segunda temporada
Carter e Mace escreveram entre as temporadas de escavação o primeiro volume de The Tomb of Tut.ankh.Amen, seu relato sobre a descoberta e o trabalho que tinha sido feito até então. Foi publicado em outubro de 1923 enquanto Carter retornava ao Egito a fim de retomar o trabalho. Com a morte de Carnarvon, o financiamento da liberação da tumba ficou com sua viúva, Almina Herbert, Condessa de Carnarvon, porém com Carter agora atuando como porta-voz para o governo egípcio e para a imprensa.

#### Entrada na câmara mortuária

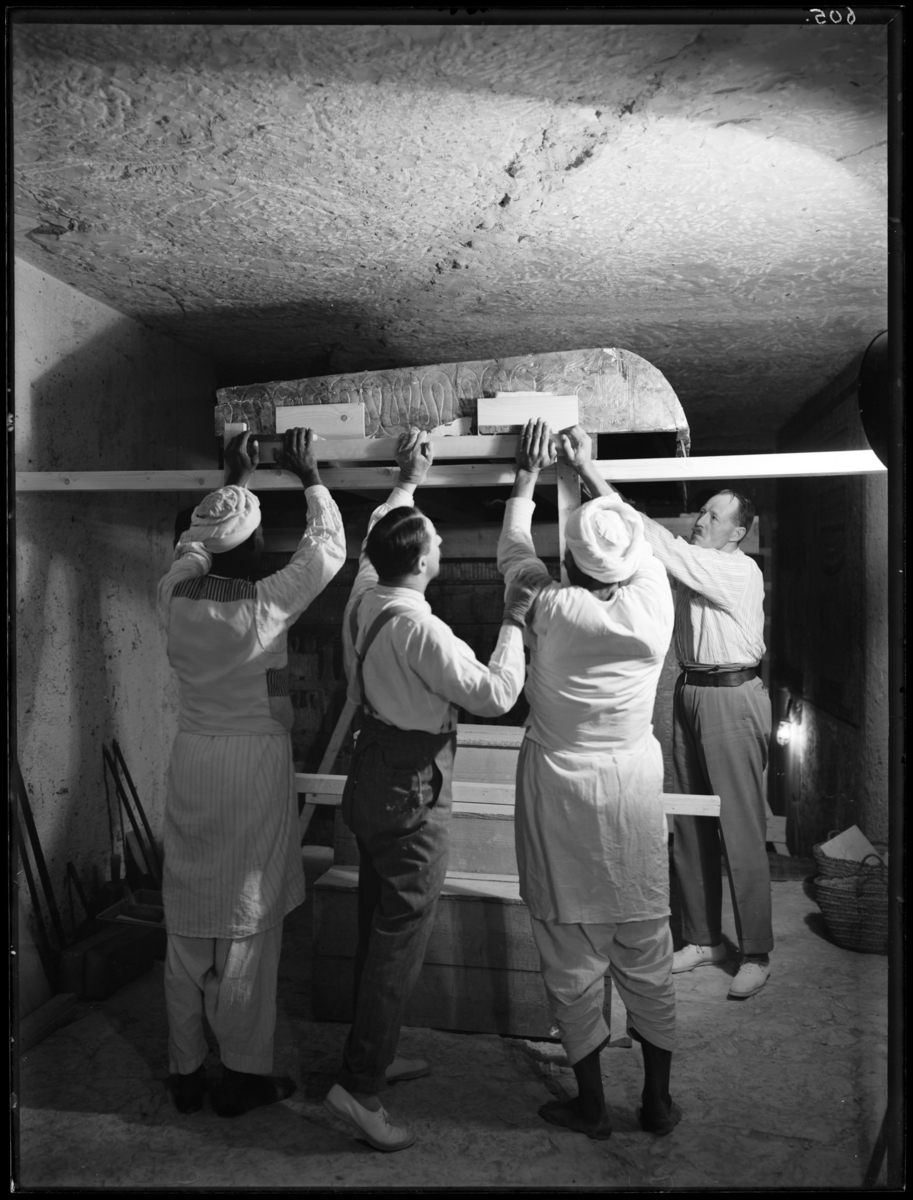
A tampa de um dos santuários mortuários de Tutancâmon sendo desmontada em dezembro de 1923

A temporada começou com a remoção de duas estátuas em tamanho real de Tutancâmon que ficavam na antecâmara em cada lado da soleira. Em seguida os escavadores começaram a remover os santuários do sarcófago, que ocupavam a maior parte da câmara mortuária e deixavam pouco espaço para os escavadores se moverem. A parede que dividia a antecâmara da câmara mortuária, em que ficava parte da parede pintada com decorações da câmara mortuária, precisou ser parcialmente demolida para dar espaço aos trabalhadores, com um andaime precisando ser erguido para que os santuários pudessem ser desmontados de cima para baixo.
Conflitos aumentaram entre os escavadores e o Serviço de Antiguidades a medida que Carter tentou limitar os visitantes na tumba. Lacau exigia um inspetor do Serviço de Antiguidades no local e exigiu que Carter apresentasse uma lista de todo o seu pessoal para que fossem aprovados pelo governo. Este regulamento desde então se tornou o padrão para escavações egiptológicas, mas era novidade na época e neste caso tinha claramente como alvo Merton, quem Carter tinha nomeado como um membro da equipe de escavação.
Lacau mencionou a Carter a divisão de descobertas em uma carta de 10 de janeiro de 1924, levantando um tópico evitado até então. Lacau tinha declarado em 1922 o fim da tradicional divisão de descobertas; o governo egípcio poderia conceder artefatos para patrocinadores de uma escavação como presentes, porém todas as antiguidades no Egito em princípio pertenciam ao governo. Esta mudança não se aplicava à concessão existente de Carnarvon, que permitia uma divisão de descobertas exceto no caso de uma tumba intacta, cujos conteúdos então teriam de ser entregues em sua totalidade para o Serviço de Antiguidades. Carnarvon planejara argumentar que a tumba de Tutancâmon não se qualificava como intacta porque tinha sido roubada, mesmo tendo sido restaurada e selada novamente ainda na antiguidade. Ele esperava receber uma parte dos artefatos e tinha prometido que o Museu Metropolitano seria "muito bem cuidado", recebendo uma parcela da sua parte em troca de ajuda. Lacau agora dava a entender que todo o conteúdo da tumba era propriedade do governo egípcio, significando que nenhuma divisão de descobertas com os escavadores ocorreria.
Outros egiptólogos ficaram preocupados que os novos regulamentos que Lacau estava implementando iriam prejudicar o trabalho egiptológico. Lythgoe, Gardiner, Breasted e Newberry enviaram uma carta de protesto para Lacau e seu superior, o ministro de obras públicas, argumentando que a descoberta da tumba "pertence não apenas ao Egito, mas ao mundo inteiro". Isto inflamou ainda mais as tensões políticas. As eleições parlamentares egípcias de janeiro de 1924 levaram o Partido Wafd ao poder, formando um novo governo nacionalista liderado pelo primeiro-ministro Saad Zaghloul. A carta acabou indo parar com Morcos Bey Hanna, o novo ministro de obras públicas, que não estava inclinado a favorecer os britânicos, pois o governo do Reino Unido tinha o levado a julgamento por traição por suas ações durante a Revolução de 1919.
Os santuários foram desmontados e os escavadores montaram um sistema de polias para levantar a tampa de pedra do sarcófago, uma tarefa especialmente delicada porque a tampa tinha rachado em algum momento. A tampa foi levantada com sucesso em 12 de fevereiro, revelando, embaixo de uma mortalha, um caixão de madeira folheado a ouro e incrustado em forma humana com o rosto de Tutancâmon, sendo este o mais externo de um conjunto aninhado. Foi o primeiro conjunto completo de caixões reais egípcios já encontrado, com sua qualidade artística e estado de preservação impressionando até mesmo os egiptólogos mais experientes presentes na tumba.

#### Greve e processo
A imprensa egípcia estava programada para ver o caixão em 13 de fevereiro, enquanto em seguida as esposas e famílias dos escavadores poderiam fazer uma visita. Hanna considerou esta visita como uma desfeita contra o governo, salientando que as esposas de ministros egípcios não tinham recebido permissão de visitar a tumba, proibindo a entrada das famílias e enviando a polícia com o objetivo de garantir que sua ordem fosse cumprida. Carter e seus colaboradores ficaram indignados, anunciando que paralisariam seu trabalho em protesto ao que chamaram de "restrições impossíveis e descortesias" imposta pelo governo egípcio. Carter trancou a tumba, onde a tampa do sarcófago ainda estava suspensa sobre o caixão. Hanna encerrou a concessão de Carnarvon e Lacau levou trabalhadores para a tumba a fim de serrar as trancas de Carter e deixar a tampa segura. O governo realizou um evento luxuoso na tumba para celebrar sua reabertura, tendo a presença de oficiais do governo e celebridades.

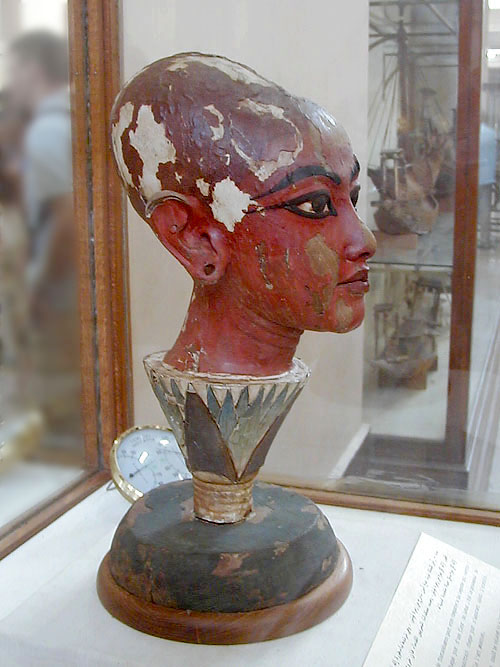
Busto de lótus de Tutancâmon

A presença de oficiais britânicos no evento indicou que o governo britânico não iria apoiar Carter. Ele processou o Serviço de Antiguidades nos Tribunais Mistos do Egito, uma instituição colonial para resolver disputas envolvendo estrangeiros. Ele usou F. M. Maxwell, ex-advogado de Carnarvon, uma escolha politicamente insensível, pois Maxwell tinha sido o promotor no caso de traição de Hanna e tinha tentado a pena de morte para ele. Maxwell afirmou no tribunal que o governo tinha tomado o controle da tumba "como um bandido". A palavra árabe para "bandido" era um insulto tão profundo que as notícias sobre a declaração provocaram distúrbios no Cairo. Os Tribunais Mistos deram ganho de causa para Carter, mas Hanna levou o caso para um tribunal mais elevado, que em 31 de março emitiu uma decisão que apoiava suas ações.
Carter deixou o Egito em 21 de março para fazer palestras pelos Estados Unidos e Canadá. Sua ausência aliviou as tensões, assim como a iminente aposentadoria de Maxwell, que começou a transferir seus deveres para Georges Merzbach, um advogado mais conciliatório. Hanna enquanto isso tentou encontrar outro egiptólogo para completar a liberação da tumba, mas nenhum estava disposto a assumir a tarefa.
O governo egípcio enviou em abril um comitê para inspecionar o trabalho incompleto dos escavadores. Dentre os materiais armazenados foi descoberto em uma caixa um busto de madeira de Tutancâmon saindo de uma flor de lótus, artefato que não estava incluso nas anotações de Carter. Membros do comitê suspeitaram que ele tinha a intenção de remover o busto clandestinamente do local. Carter respondeu por telegrama que o busto estava entre os objetos encontrados no corredor de entrada e que ele e Callender tinham o empacotado porque estava muito frágil.
A situação política do Egito mudou dramaticamente em 19 de novembro de 1924 quando o major-general sir Lee Stack, o sirdar do Exército Egípcio, foi assassinado por nacionalistas. A reação britânica fez Zaghloul renunciar. Seu sucessor Ahmed Zeiwar formou um governo muito mais pró-britânico, com qual os partidos envolvidos na liberação da tumba conseguiram chegar a um acordo. Carter continuaria a supervisionar a liberação com o financiamento da Condessa de Carnarvon, mas ela abriria mão de sua reivindicação de uma parte dos artefatos mortuários, enquanto o monopólio do The Times foi encerrado. Carter retomou os trabalhos em 25 de janeiro de 1925.

### Outras temporadas

#### Retomada e enterro de Tutancâmon

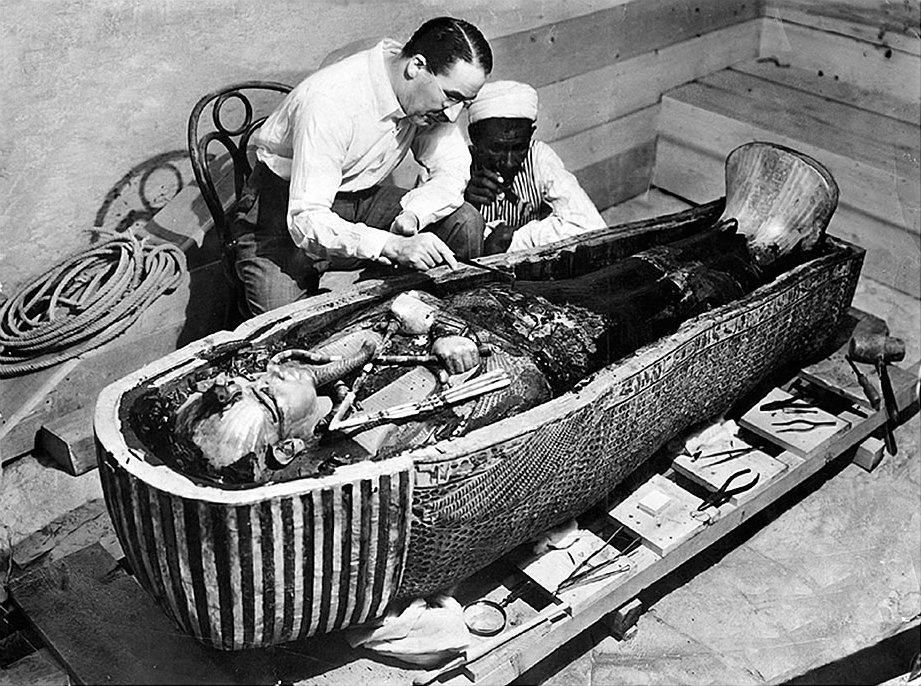
Carter e um trabalhador egípcio junto com o caixão mais interno

A terceira temporada foi curta e tranquila, com os escavadores nada removendo e em vez disso se focando na conservação dos objetos que já estavam no laboratório da KV15. Desta forma o interesse da imprensa rapidamente diminuiu. A cobertura estourou novamente quando a múmia de Tutancâmon foi desenrolada, porém o restante da liberação ocorreu sem o foco da mídia.
Callender, que era contra a perda de renda oriunda de uma temporada encurtada, se desentendeu com Carter e se demitiu. Burton, Lucas e os capatazes foram desta forma os únicos colaboradores consistentes de Carter durante o restante do processo.
A quarta temporada começou no final de 1925 e se focou no próprio enterro de Tutancâmon. Sua múmia estava dentro de uma série de três caixões aninhados, com o mais interno sendo composto principalmente de 110,4 quilogramas de ouro maciço. Sobre seu corpo e entre suas bandagens estavam várias joias e outros objetos, incluindo uma máscara mortuária de ouro. O caixão mais interno e a múmia tinham sido cobertos por unguentos no sepultamento. Estes unguentos solidificaram em uma resina dura, colando a múmia e suas bandagens em uma massa única presa ao fundo do caixão interno, que por sua vez ficou preso ao fundo do caixão do meio. Os unguentos tinham passado por uma reação química que tinha carbonizado o linho das bandagens da múmia, além de alguns tecidos da própria múmia, deixando a pele de Tutancâmon em um estado extremamente frágil. Os escavadores primeiro tentaram derreter a resina ao levarem os caixões para fora da tumba a fim de serem aquecidos pelo sol, mas isto falhou. Consequentemente, os restos de Tutancâmon ainda estavam dentro dos caixões quando os anatomistas Douglas Derry e Saleh Bey Hamdi chegaram e começaram a examina-lo em 11 de novembro. A múmia foi desmembrada no decorrer de oito dias e as partes cinzeladas individualmente para remover a massa de resina, também removendo os artefatos mortuários a medida que isso era feito, com as partes sendo em seguida examinadas.
Os escavadores começaram a separar os caixões assim que o exame da múmia foi finalizado. Cavaletes foram construídos para erguer os caixões unidos de cabeça para baixo, com lâmpadas de parafina sendo colocadas embaixo com o objetivo de aumentar a temperatura para quinhentos graus Celsius e derreter as resinas, com os caixões sendo protegidos do calor por cobertores molhados e placas de zinco. A resina restante foi removida com solventes assim que os caixões foram separados.
Carter estabeleceu nesta temporada um padrão de trabalho que continuou pelo restante do processo de liberação: os escavadores removeriam objetos da tumba durante os primeiros meses da temporada, em seguida ela seria aberta para o público enquanto o foco passava para a conservação dos objetos no laboratório da KV15. Os escavadores esperavam liberar a tesouraria durante a quarta temporada, mas os desafios inesperados na câmara mortuária os forçaram a esperar mais um ano.

#### Tesouraria, anexo e finalização

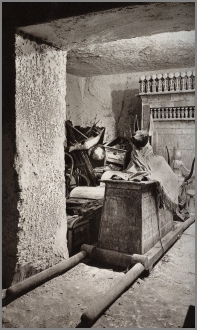
O santuário de Anúbis na entrada da tesouraria

Carter rearranjou as partes da múmia assim que retomou os trabalhos na quinta temporada a fim de fazê-la parecer única outra vez, colocando-as no caixão externo e cobrindo o sarcófago com uma placa de vidro em vez da tampa original. Com isto feito, os escavadores desmontaram a barreira para a tesouraria e começaram a avaliar seus conteúdos: um santuário para o deus Anúbis, mais caixas de pertences, miniaturas de madeira de barcos e um baú canópico que continha os órgãos internos que tinham sido removidos do corpo de Tutancâmon durante o embalsamamento. Os conteúdos mais inesperados da sala foram as múmias de dois fetos, que se presume serem as filhas natimortas de Tutancâmon.
Carter publicou no início de 1927 o segundo volume de The Tomb of Tut.ankh.Amen, escrito com contribuições anônimas significativas do escritor Percy White, seu amigo. Os escavadores abordaram na temporada seguinte o anexo, que continha mais da metade dos objetos individuais de toda a tumba. O chão da tumba estava completamente coberto com itens funerários empilhados ao acaso e ficava quase um metro abaixo do chão da antecâmara. Os escavadores, para poderem começar os trabalhos no anexo, precisaram liberar espaço suficiente para ficarem de pé na sala ao fazerem um homem se inclinar pela soleira em um ângulo precário sustentado por fundas seguradas por outras três ou quatro pessoas na antecâmara. O último objeto foi removido do anexo em 15 de dezembro, com o resto da temporada sendo dedicada para a conservação.
Pouco foi realizado durante a sexta temporada, pois Lucas e Burton ficaram doentes por várias semanas. Na sétima temporada houve mais atritos entre Carter e as autoridades, pois a concessão de Carnarvon terminava em 1929 e a propriedade da tumba retornaria ao governo egípcio. A lei da época impedia que as chaves de uma propriedade governamental ficassem com alguém que não era funcionário do governo, com Carter discordando de ter que depender de um inspetor governamental para abrir a tumba todos os dias. O governo chegou a um acordo final com a Condessa de Carnarvon no início de 1930, compensando-a com um pagamento pelas despesas ocorridas durante as escavações.
O último desafio dos escavadores envolveu conservar as peças desmontadas dos santuários mortuários, que ainda estavam empilhadas em um canto da antecâmara. Harold Plenderleith, um cientista do Museu Britânico, ajudou Carter e Lucas intermitentemente com essa tarefa. As últimas peças dos santuários foram tiradas da tumba em novembro de 1930. A conservação dos objetos continuou até fevereiro de 1932, quando os últimos artefatos mortuários foram finalmente enviados ao Cairo.

### Disposição dos artefatos

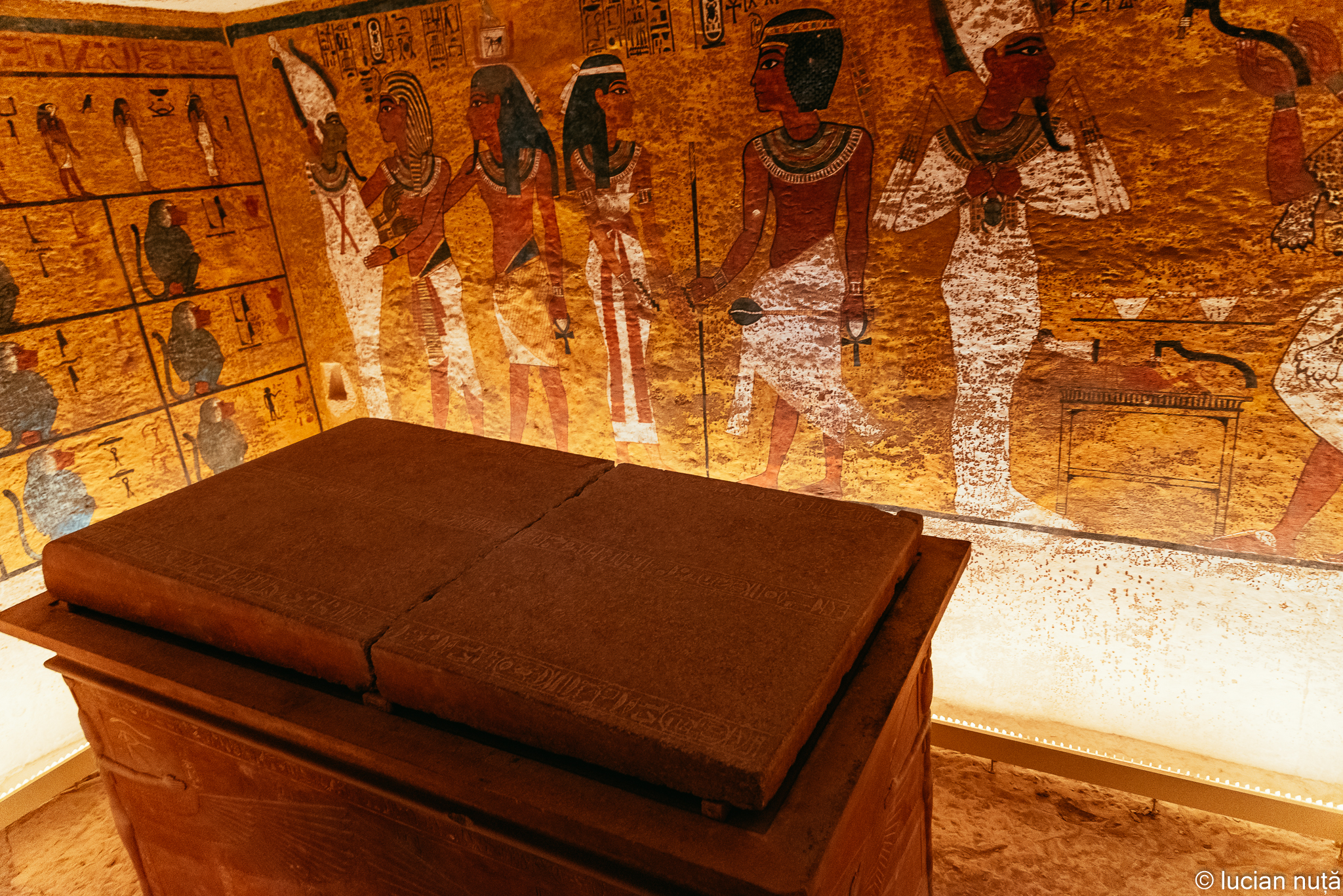
O sarcófago na câmara mortuária

Os artefatos da tumba foram numerados em 5 398 objetos diferentes. Carter estimou que aproximadamente um quarto de um por cento destes objetos estavam danificados além de qualquer reparo. A maior parte dos restantes foram enviados para o Museu Egípcio no Cairo, compondo hoje por volta de um sexto das exibições permanentes do museu. O sarcófago, caixão externo e múmia permaneceram na câmara mortuária, bem como um solidéu e um grande colar semelhante a um babador, ambos feitos de miçangas delicadas que Carter aparentemente achou que eram muito frágeis para serem removidos da múmia.
Discussões retrospectivas sobre a liberação tendem a enfatizar o quanto o processo foi escrupuloso e metódico. O historiador Jason Thompson considerou Carter como um dos três arqueólogos mais habilidosos no Egito na época e afirmou que caso a tumba tivesse sido descoberta por Davis em 1914 a liberação "teria sido na melhor das hipóteses abaixo do padrão e os conteúdos da tumba provavelmente teriam sido dispersados". Carter mesmo assim deu pequenos objetos para visitantes ou colegas que provavelmente foram parar em museus. Por exemplo, Gardiner teve um desentendimento com Carter em 1934 depois de perceber que um amuleto que Carter tinha lhe presenteado havia sido roubado da tumba. O egiptólogo Bob Brier afirmou que "Carter achava que tinha o direito de fazer o que quisesse com [esses artefatos]".
Carter morreu em 1939 e Phyllis Walker, sua sobrinha e herdeira, descobriu algum tempo depois vários desses objetos dentre as posses do tio e os devolveu ao Egito. Thomas Hoving, ex-curador do Museu Metropolitano de Arte, destacou em 1978 que vários itens da coleção do museu que não podiam ser claramente rastreados de volta para a tumba mas que ele mesmo assim acreditava ser provável que tinham vindo de lá. O museu deu vários desses objetos para o governo egípcio em 2010.

### Documentação
O terceiro e último volume de The Tomb of Tut.ankh.Amen, cobrindo a tesouraria e anexo, foi publicado em 1933. Os três volumes tinham como alvo o público geral e não constituem um descrição arqueológica completa da tumba e seus conteúdos. O processo de liberação tinha produzido grandes volumes de documentação. Quase todos os objetos foram catalogados e a maioria foram fotografados por Burton, porém vários pequenos objetos, aproximadamente entre quinze e vinte por cento do total, não foram fotografados. Vários especialistas produziram contribuições especializadas, como os exames anatômicos Derry e Hamd e os estudos botânicos de Newberry. Carter tinha esperanças de reunir todo esse material em um relatório egiptológico formal. Ele tinha apenas delineado um plano geral de seis volumes quando morreu, não tendo iniciado o projeto. O Conselho de Ministros egípcio se mexeu em 1951 para financiar uma publicação completa, mas este esforço foi abandonado depois da Revolução Egípcia de 1952.
Walker, pouco depois da morte de Carter, doou os diários e anotações do tio sobre a escavação para o Instituto Griffith da Universidade de Oxford. O instituto lançou em 1990 um esforço para escanear todo esse material, que foi disponibilizado publicamente online no início da década de 2010.

## Legado
Egiptólogos tinham esperanças que a tumba contivesse documentos que clarificassem a história do período em que Tutancâmon viveu. Documento algum foi encontrado, mas os artefatos proporcionaram pistas. Datas em jarras de vinho da tumba estabeleceram que Tutancâmon não tinha reinado muito mais do que nove anos. Egiptólogos tinham anteriormente presumido que sua única reivindicação ao trono era seu casamento com Anquesenamon e que ele talvez tivesse sido um cortesão mais idoso. Entretanto, o exame de sua múmia revelou que ele tinha entre dezessete e 22 anos de idade e com um crânio de formato incomum que lembrava o da múmia real não identificada da tumba KV55, sugerindo que eram parentes e consequentemente que Tutancâmon pertencia à linhagem real. Algumas artes na tumba eram no estilo do Período de Amarna e algumas até fazem referência a Áton, a divindade venerada naquele período, indicando que o retorno à ortodoxia durante o reinado de Tutancâmon foi gradual.
Boa parte do valor histórico da tumba estava nos numerosos artefatos mortuários encontrados, que incluíam exemplos suntuosos de artes decorativas egípcias antigas e aprimoraram a compreensão da cultura material no Império Novo, principalmente como a realeza vivia. Por exemplo, muitas das roubas encontradas na tumba eram mais variadas e embelezadas do que as roupas representadas na arte do período. A tumba também proporcionou evidências excepcionais sobre roubos de tumba e esforços oficiais de restauração, pois a presença da maioria dos artefatos mortuários possibilitou uma reconstrução parcial do que havia sido roubado e restaurado.

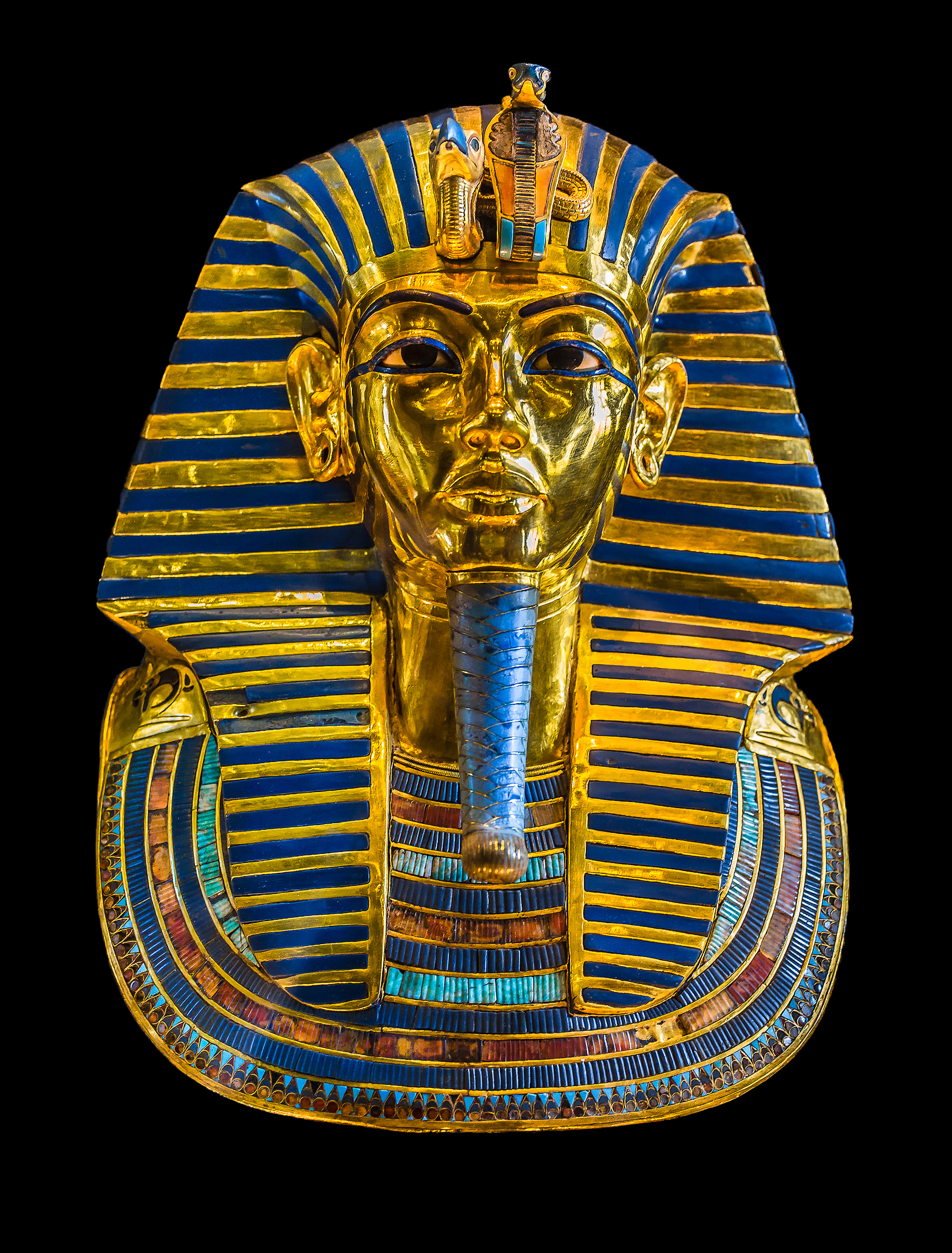
A máscara mortuária de Tutancâmon, um dos itens mais conhecidos do Antigo Egito

A descoberta marcou uma mudança na história do Vale dos Reis. Muitos egiptólogos rapidamente perderam o interesse no vale depois da liberação da tumba de Tutancâmon ter sido finalizada, pois presumiram que não havia mais nada para ser encontrado. O pouco trabalho arqueológico que ocorreu no vale pelas décadas seguintes consistiu principalmente em registrar mais cuidadosamente o que já havia sido descoberto. Nenhuma nova tumba foi descoberta no local até a KV63 ter sido encontrada em 2006.
A descoberta também afetou a egiptologia de outra maneira: o entusiasmo sobre Tutancâmon aliado com a nova independência parcial do Egito ajudou a estimular o crescimento da egiptologia egípcia. Poucos egípcios eram treinados em arqueologia na época e estes eram menosprezados pelos europeus. Hamdi era o único egípcio entre os especialistas que trabalharam na tumba. O primeiro programa universitário egípcio para egiptologia foi criado em 1924 e pela década seguinte novos egiptólogos egípcios foram treinados.
O interesse do público ocidental em Tutancâmon se acalmou nos trinta anos seguintes, mas foi reavivado depois do governo egípcio ter começado a enviar artefatos para exibições internacionais. Estas começaram no início da década de 1960 para encorajar apoio ocidental para a relocação de monumentos egípcios antigos que estavam ameaçados de serem submersos pela construção da Represa Alta de Assuão. Tais exibições foram muito populares, com aquela que passou pelos Estados Unidos na década de 1970 tendo atraído mais de oito milhões de visitantes e mudado o modelo de negócios de museus estadunidenses para se focarem em lucrativas exibições chamativas. Boa parte da renda dessas exibições foi usada na relocação dos monumentos, além de pagar por renovações no Museu Egípcio. As exibições também serviram para outras funções diplomáticas, como ajudar a melhorar o relacionamento do Egito com Reino Unido e França depois da Crise de Suez de 1956 e com os Estados Unidos depois da Guerra do Yom Kippur de 1973.
A descoberta da tumba permanece até hoje como a descoberta mais conhecida no Vale dos Reis, enquanto Tutancâmon se tornou o faraó mais conhecido do Antigo Egito. O egiptólogo Nicholas Reeves escreveu que Tutancâmon, graças a sua fama, "renasceu como o filho mais famoso do Egito para finalmente alcançar a verdadeira imortalidade". A tumba e seus tesouros são uma das principais atrações da indústria turística egípcia e uma fonte de grande orgulho para o público egípcio geral.

### Citações
1. ↑   Reeves & Wilkinson 1996, pp. 9, 14–15
2. ↑   Tyldesley 2012, pp. 18–20
3. ↑   Reeves & Wilkinson 1996, pp. 61–62
4. ↑   Wilkinson & Weeks 2016, pp. 6–7
5. ↑   Tyldesley 2012, pp. 24–27
6. ↑   Thompson 2015, pp. 2–4
7. ↑   Reid 2015, pp. 2–5
8. ↑   James 2000, p. 224
9. ↑   Riggs 2019, pp. 15–16
10. ↑   Tyldesley 2012, p. 28
11. ↑   Tyldesley 2012, pp. 30–31
12. ↑   Dorn 2016, pp. 33–35
13. ↑   Reeves & Wilkinson 1996, pp. 198–199
14. ↑   Price 2016, pp. 274–275
15. 1 2   Reeves 1990, pp. 37, 41
16. ↑   Thompson 2018, p. 39
17. ↑   Reeves & Wilkinson 1996, pp. 72–75
18. ↑   Tyldesley 2012, p. 41
19. ↑   Riggs 2019, p. 14
20. ↑   Thompson 2015, pp. 250–252
21. ↑   Thompson 2015, pp. 252–255
22. ↑   Tyldesley 2012, pp. 34–37
23. ↑   Thompson 2015, pp. 251–252, 254
24. ↑   Tyldesley 2012, pp. 52–55
25. ↑   Reeves & Wilkinson 1996, pp. 80–81
26. ↑   Thompson 2015, pp. 113–114
27. ↑   Reeves 1990, pp. 44–46, 48–49
28. ↑   Tyldesley 2012, p. 60
29. ↑   James 2000, pp. 248–250
30. ↑   Reid 2015, pp. 53–54
31. ↑   Thompson 2018, pp. 64–65
32. ↑   Reid 2015, p. 62
33. ↑   James 2000, pp. 250–251
34. ↑   Thompson 2018, p. 46
35. ↑   Winstone 2006, pp. 137–138
36. ↑   Riggs 2021, p. 297
37. ↑   James 2000, p. 255
38. ↑   Riggs 2021, pp. 296–298, 407
39. ↑   Winstone 2006, pp. 139–140
40. ↑   Reeves 1990, p. 70
41. ↑   Carter & Mace 2003, pp. 90–91
42. ↑   Carter & Mace 2003, pp. 91–95
43. ↑   Hoving 1978, p. 87
44. 1 2   Frayling 1992, pp. 3–4
45. ↑   Carter & Mace 2003, pp. 95–96
46. ↑   Frayling 1992, pp. 4–5
47. ↑   Reeves 1990, pp. 78–79
48. ↑   Carter & Mace 2003, p. 103
49. ↑   Riggs 2019, p. 118
50. ↑   Carter & Mace 2003, pp. 99–100, 103–104
51. 1 2   Tyldesley 2012, p. 68
52. 1 2   Riggs 2021, pp. 79–80
53. ↑   Reeves 1990, p. 98
54. ↑   Tyldesley 2012, p. 69
55. ↑   Riggs 2021, p. 79
56. ↑   James 2000, p. 261
57. ↑   Tyldesley 2012, pp. 69–70
58. ↑   Carter & Mace 2003, p. 105
59. ↑   Carter 2000, pp. 151–152, 163
60. ↑   Hoving 1978, pp. 115–116, 170
61. ↑   Reeves 1990, pp. 56–57
62. ↑   Tyldesley 2012, pp. 75–76
63. ↑   Winstone 2006, p. 153
64. 1 2   Tyldesley 2012, p. 76
65. ↑   Riggs 2019, pp. 9, 154–155
66. ↑   Tyldesley 2012, pp. 76–77
67. ↑   Reeves 1990, p. 59
68. 1 2   Carter & Mace 2003, p. 123
69. ↑   Carter & Mace 2003, pp. 173–175
70. ↑   Tyldesley 2012, p. 78
71. 1 2   Fritze 2016, p. 240
72. ↑   Breasted 2020, p. 345
73. ↑   Tyldesley 2012, p. 1
74. ↑   Thompson 2018, p. 49
75. ↑   Riggs 2021, p. 93
76. ↑   Carter & Mace 2003, pp. 143–147
77. ↑   Frayling 1992, p. 10
78. ↑   Coniam 2017, pp. 42, 53–54
79. ↑   Thompson 2018, pp. 49–50
80. ↑   James 2000, p. 313
81. ↑   Frayling 1992, pp. 10–12
82. ↑   Tyldesley 2012, p. 266
83. ↑   Frayling 1992, pp. 10–12, 17–19
84. ↑   Haikal 2003, p. 123
85. ↑   Haikal 2003, p. 125
86. ↑   Reid 2015, p. 29
87. ↑   Reid 2015, pp. 33–34
88. ↑   Colla 2007, p. 213
89. ↑  Reid 2015, pp. 12, 42, 74
90. ↑   Colla 2007, pp. 211–215
91. ↑  Reid 2015, p. 67
92. ↑   Hoving 1978, pp. 148–149
93. ↑  James 2000, pp. 278–279
94. ↑  Thompson 2018, pp. 55–56
95. ↑  Tyldesley 2012, p. 74
96. ↑  Winstone 2006, pp. 198–199
97. ↑   Reid 2015, pp. 66–67
98. ↑   Reeves 1990, p. 81
99. ↑   James 2000, pp. 284–286
100. ↑   Reeves 1990, p. 86
101. ↑   Winstone 2006, pp. 186–187, 193
102. ↑   Thompson 2018, p. 56
103. ↑   Riggs 2019, p. 9
104. 1 2   Reeves 1990, p. 60
105. ↑   Riggs 2019, p. 155
106. ↑   Tyldesley 2012, p. 84
107. ↑   Reeves 1990, pp. 44, 62
108. ↑   Day 2006, pp. 45–46
109. ↑   Luckhurst 2012, pp. 158–159
110. ↑   Day 2006, p. 4
111. ↑   Luckhurst 2012, pp. 26–28, 61–62
112. ↑   Day 2006, p. 50
113. ↑   Fritze 2016, p. 237
114. ↑   Frayling 1992, pp. 53–54
115. ↑   Luckhurst 2012, p. 13
116. ↑   Ritner 1997, p. 146
117. ↑   Marchant 2013, p. 54
118. ↑   White 2003, pp. vii–ix
119. 1 2 3   James 2000, p. 352
120. ↑   Frayling 1992, p. 55
121. ↑   White 2003, pp. xi–xiv
122. ↑   Breasted 2020, pp. 342–343
123. ↑   Reeves 1990, p. 63
124. ↑   Hoving 1978, p. 229
125. ↑   James 2000, p. 426
126. ↑   Luckhurst 2012, pp. 13–14
127. ↑   Frayling 1992, pp. 52–53
128. ↑   Day 2006, pp. 153–154
129. ↑   Nelson 2002, pp. 1483–1484
130. ↑   Colla 2007, pp. 222–224
131. ↑   James 2000, pp. 312, 314
132. ↑   Tyldesley 2012, p. 85
133. ↑   Tyldesley 2012, p. 87
134. ↑   Reeves 1990, pp. 73–74
135. ↑   Riggs 2021, p. 97
136. ↑   Tyldesley 2012, pp. 86–87
137. 1 2   Reid 2015, p. 65
138. ↑   Riggs 2019, p. 24
139. ↑   Thompson 2018, pp. 63–64
140. ↑   James 2000, p. 328
141. 1 2   Thompson 2018, p. 65
142. ↑   Reid 2015, p. 54
143. ↑   Tyldesley 2012, p. 91
144. ↑   Riggs 2021, pp. 98–99
145. ↑   James 2000, pp. 335–336
146. ↑   Winstone 2006, pp. 227–228
147. ↑   Reid 2015, p. 70
148. ↑   Winstone 2006, p. 228
149. ↑   Thompson 2018, pp. 66–67
150. ↑   James 2000, p. 346
151. ↑   Riggs 2021, pp. 100–101
152. ↑   Hoving 1978, p. 311
153. ↑   Hoving 1978, pp. 311–312
154. ↑   Reid 2015, pp. 70–71
155. 1 2   Thompson 2018, pp. 67–68
156. ↑   Hoving 1978, p. 306
157. ↑   Hoving 1978, p. 316
158. ↑   Thompson 2018, pp. 68–69
159. ↑   James 2000, pp. 353, 366
160. ↑   Hoving 1978, pp. 308–309
161. ↑   James 2000, pp. 363–365
162. ↑   James 2000, pp. 382, 432
163. ↑   James 2000, pp. 379–383
164. 1 2   Tyldesley 2012, p. 93
165. 1 2   Reid 2015, p. 63
166. ↑   James 2000, pp. 390–391
167. ↑   Riggs 2019, p. 12
168. ↑   Tyldesley 2012, p. 94
169. ↑   Reeves 1990, pp. 110–112
170. 1 2   Marchant 2013, p. 62
171. ↑   Carter 2001, p. 101
172. ↑   Marchant 2013, p. 69
173. ↑   Carter 2001, pp. 86–87
174. ↑   Marchant 2013, pp. 64, 69–72
175. ↑   Carter 2001, pp. 86–88
176. ↑   Marchant 2013, p. 73
177. ↑   James 2000, pp. 412–413
178. ↑   James 2000, p. 412
179. ↑   Marchant 2013, pp. 74–77
180. ↑   James 2000, pp. 415, 421
181. 1 2   Tyldesley 2012, p. 99
182. ↑   James 2000, pp. 425–426, 432–434
183. ↑   Riggs 2021, p. 108
184. ↑   Tyldesley 2012, p. 100
185. ↑   Thompson 2018, p. 54
186. ↑   Carter 2000, pp. 151–152
187. ↑   Thompson 2018, p. 71
188. ↑   Marchant 2013, pp. 74, 97
189. ↑   Marchant 2013, pp. 97–98
190. ↑   Riggs 2019, pp. 80–81
191. ↑   Thompson 2018, pp. 52, 70
192. ↑   Brier 2022, pp. 254–255
193. ↑   Riggs 2021, p. 115
194. ↑   Brier 2022, p. 255
195. ↑   Riggs 2021, pp. 116–119
196. ↑   Hoving 1978, pp. 350–351
197. ↑   Riggs 2021, p. 119
198. ↑   Thompson 2018, p. 73
199. ↑   James 2000, p. 445
200. ↑   Riggs 2019, p. 108
201. ↑   James 2000, pp. 445, 468
202. ↑   Thompson 2018, p. 75
203. ↑   «Tutankhamun: Anatomy of an Excavation». Instituto Griffith. Consultado em 23 de março de 2024
204. ↑   Marchant 2013, pp. 79–80
205. ↑   Tyldesley 2012, pp. 104–105
206. ↑   Reeves 1990, pp. 167, 202
207. ↑   Tyldesley 2012, pp. 164–165
208. ↑   Marchant 2013, p. 72
209. ↑   Reeves 1990, p. 153
210. ↑   Tyldesley 2012, pp. 126–128
211. ↑   Tyldesley 2012, p. 105
212. ↑   Reeves 1990, p. 12
213. ↑   Tyldesley 2012, p. 108
214. ↑   Goelet 2016, pp. 451–453
215. ↑   Reid 2015, p. 307
216. 1 2   Tyldesley 2016, p. 492
217. ↑   Cross 2016, p. 520
218. ↑   Brier 2022, pp. 193–194
219. ↑   Thompson 2018, pp. 193–194
220. ↑   Reid 2015, p. 109
221. ↑   Riggs 2021, pp. 125–126
222. ↑   Reid 2015, pp. 56–57, 118–121
223. ↑   Riggs 2021, pp. 158–159
224. ↑   Fritze 2016, pp. 241–242
225. ↑   Riggs 2021, p. 201
226. ↑   Fritze 2016, p. 242
227. ↑   Riggs 2021, pp. 179–181, 228–229
228. ↑   Reeves & Wilkinson 1996, p. 8
229. ↑   Tyldesley 2012, pp. 5–6
230. ↑   Reeves 1990, p. 209
231. ↑   Tyldesley 2012, p. 7
232. ↑   Riggs 2021, p. 346